# Lista monumentelor istorice din județul Iași - C

Simbol pentru monumentele istorice

Lista monumentelor istorice din județul Iași - C cuprinde monumentele istorice înscrise în Patrimoniul cultural național al României și aflate în localități ce încep cu litera C  din județul Iași. 
Lista completă este menținută și actualizată periodic de către Ministerul Culturii, Cultelor și Patrimoniului Național din România, prin intermediul Institutului Național al Patrimoniului, ultima versiune datând din 2015. Această listă cuprinde și actualizările ulterioare, realizate prin ordin al ministrului culturii.
Puteți căuta un monument din județul Iași folosind formularul de mai jos sau puteți naviga prin toate monumentele din județ la lista monumentelor istorice din județul Iași.
| Cod LMI                                           | Denumire                                                          | Localitate                                           | Localizare | Datare, Creatori                                                 | Imagine               | Erori             |
| ------------------------------------------------- | ----------------------------------------------------------------- | ---------------------------------------------------- | --- | ---------------------------------------------------------------- | --------------------- | ----------------- |
| IS-I-s-B-03548 (RAN: 99897.01)                    | Situl arheologic de la Cârniceni, punct „Cimitirul Vechi”         | sat Cârniceni; comuna Țigănași                       | „Cimitirul Vechi”, la marginea de E a satului                                                                                                   |                                                                  | Încarcă foto \| video | Raportează eroare |
| IS-I-m-B-03548.01 (RAN: 99897.01.08)              | Așezare                                                           | sat Cârniceni; comuna Țigănași                       | „Cimitirul Vechi”, la marginea de E a satului                                                                                                   | sec. XVII - XVIII, Epoca medievală                               | Încarcă foto \| video | Raportează eroare |
| IS-I-m-B-03548.02 (RAN: 99897.01.07)              | Așezare                                                           | sat Cârniceni; comuna Țigănași                       | „Cimitirul Vechi”, la marginea de E a satului                                                                                                   | sec. XIV – XV, Epoca medievală                                   | Încarcă foto \| video | Raportează eroare |
| IS-I-m-B-03548.03 (RAN: 99897.01.06)              | Așezare                                                           | sat Cârniceni; comuna Țigănași                       | „Cimitirul Vechi”, la marginea de E a satului                                                                                                   | sec. VI – VIII, Epoca migrațiilor                                | Încarcă foto \| video | Raportează eroare |
| IS-I-m-B-03548.04 (RAN: 99897.01.05)              | Așezare                                                           | sat Cârniceni; comuna Țigănași                       | „Cimitirul Vechi”, la marginea de E a satului                                                                                                   | sec. V – VI, Epoca migrațiilor                                   | Încarcă foto \| video | Raportează eroare |
| IS-I-m-B-03548.05 (RAN: 99897.01.04)              | Așezare                                                           | sat Cârniceni; comuna Țigănași                       | „Cimitirul Vechi”, la marginea de E a satului                                                                                                   | sec. IV p.Chr, Epoca daco-romană                                 | Încarcă foto \| video | Raportează eroare |
| IS-I-m-B-03548.06 (RAN: 99897.01.03)              | Așezare                                                           | sat Cârniceni; comuna Țigănași                       | „Cimitirul Vechi”, la marginea de E a satului                                                                                                   | sec. III - IV p. Chr., Epoca daco-romană                         | Încarcă foto \| video | Raportează eroare |
| IS-I-m-B-03548.07 (RAN: 99897.01.02)              | Așezare                                                           | sat Cârniceni; comuna Țigănași                       | „Cimitirul Vechi”, la marginea de E a satului                                                                                                   | Eneolitic final, cultura Horodiștea – Erbiceni                   | Încarcă foto \| video | Raportează eroare |
| IS-I-m-B-03548.08 (RAN: 99897.01.01)              | Așezare                                                           | sat Cârniceni; comuna Țigănași                       | „Cimitirul Vechi”, la marginea de E a satului                                                                                                   | Eneolitic, cultura Cucuteni, faza B                              | Încarcă foto \| video | Raportează eroare |
| IS-I-s-B-03549 (RAN: 99897.02)                    | Situl arheologic de la Cârniceni, punct „Holm 1”                  | sat Cârniceni; comuna Țigănași                       | „Holm 1”, la 200 m N de sat, pe partea stângă a șoselei spre Probota                                                                            |                                                                  | Încarcă foto \| video | Raportează eroare |
| IS-I-m-B-03549.01 (RAN: 99897.02.06)              | Așezare                                                           | sat Cârniceni; comuna Țigănași                       | „Holm 1”, la 200 m N de sat, pe partea stângă a șoselei spre Probota                                                                            | Hallstatt                                                        | Încarcă foto \| video | Raportează eroare |
| IS-I-m-B-03549.02 (RAN: 99897.02.05)              | Așezare                                                           | sat Cârniceni; comuna Țigănași                       | „Holm 1”, la 200 m N de sat, pe partea stângă a șoselei spre Probota                                                                            | Eneolitic final, cultura Horodiștea – Erbiceni                   | Încarcă foto \| video | Raportează eroare |
| IS-I-m-B-03549.03 (RAN: 99897.02.04)              | Așezare                                                           | sat Cârniceni; comuna Țigănași                       | „Holm 1”, la 200 m N de sat, pe partea stângă a șoselei spre Probota                                                                            | Eneolitic, cultura Cucuteni, faza B2                             | Încarcă foto \| video | Raportează eroare |
| IS-I-m-B-03549.04 (RAN: 99897.02.03)              | Așezare                                                           | sat Cârniceni; comuna Țigănași                       | „Holm 1”, la 200 m N de sat, pe partea stângă a șoselei spre Probota                                                                            | Eneolitic, cultura Precucuteni                                   | Încarcă foto \| video | Raportează eroare |
| IS-I-m-B-03549.05 (RAN: 99897.02.02)              | Așezare                                                           | sat Cârniceni; comuna Țigănași                       | „Holm 1”, la 200 m N de sat, pe partea stângă a șoselei spre Probota                                                                            | Epipaleolitic                                                    | Încarcă foto \| video | Raportează eroare |
| IS-I-m-B-03549.06 (RAN: 99897.02.01)              | Așezare                                                           | sat Cârniceni; comuna Țigănași                       | „Holm 1”, la 200 m N de sat, pe partea stângă a șoselei spre Probota                                                                            | Paleolitic superior, gravettian                                  | Încarcă foto \| video | Raportează eroare |
| IS-I-s-B-03550 (RAN: 99897.03)                    | Situl arheologic de la Cârniceni, punct „Holm II”                 | sat Cârniceni; comuna Țigănași                       | „Holm II”, la 1 km N de sat, la limita cu comuna Probota                                                                                        |                                                                  | Încarcă foto \| video | Raportează eroare |
| IS-I-m-B-03550.01 (RAN: 99897.03.05)              | Așezare                                                           | sat Cârniceni; comuna Țigănași                       | „Holm II”, la 1 km N de sat, la limita cu comuna Probota                                                                                        | sec. VIII - X, Epoca medieval timpurie, cultura Dridu            | Încarcă foto \| video | Raportează eroare |
| IS-I-m-B-03550.02 (RAN: 99897.03.06)              | Așezare                                                           | sat Cârniceni; comuna Țigănași                       | „Holm II”, la 1 km N de sat, la limita cu comuna Probota                                                                                        | sec. VI - VII, Epoca medieval timpurie, cultura Costișa-Botoșana | Încarcă foto \| video | Raportează eroare |
| IS-I-m-B-03550.03 (RAN: 99897.03.04)              | Așezare                                                           | sat Cârniceni; comuna Țigănași                       | „Holm II”, la 1 km N de sat, la limita cu comuna Probota                                                                                        | sec. III - I a. Chr., Latène, cultura geto-dacică                | Încarcă foto \| video | Raportează eroare |
| IS-I-m-B-03550.04 (RAN: 99897.03.07)              | Așezare                                                           | sat Cârniceni; comuna Țigănași                       | „Holm II”, la 1 km N de sat, la limita cu comuna Probota                                                                                        | Hallstatt timpuriu                                               | Încarcă foto \| video | Raportează eroare |
| IS-I-m-B-03550.05 (RAN: 99897.03.03)              | Așezare                                                           | sat Cârniceni; comuna Țigănași                       | „Holm II”, la 1 km N de sat, la limita cu comuna Probota                                                                                        | Eneolitic, cultura Cucuteni, faza B                              | Încarcă foto \| video | Raportează eroare |
| IS-I-m-B-03550.06 (RAN: 99897.03.02)              | Așezare                                                           | sat Cârniceni; comuna Țigănași                       | „Holm II”, la 1 km N de sat, la limita cu comuna Probota                                                                                        | Eneolitic, cultura Precucuteni, faza III                         | Încarcă foto \| video | Raportează eroare |
| IS-I-m-B-03550.07 (RAN: 99897.03.01)              | Așezare                                                           | sat Cârniceni; comuna Țigănași                       | „Holm II”, la 1 km N de sat, la limita cu comuna Probota                                                                                        | Eneolitic, cultura Precucuteni, faza II                          | Încarcă foto \| video | Raportează eroare |
| IS-I-m-B-03551 (RAN: 99897.04)                    | Valul lui Traian                                                  | sat Cârniceni; comuna Țigănași                       | la 3 km E de sat, cu direcția NNE spre com. Victori                                                                                             | Epoca migrațiilor                                                | Încarcă foto \| video | Raportează eroare |
| IS-I-s-B-03552 (RAN: 96977.01)                    | Situl arheologic de la Chilișoaia, punct „Fundătura”              | sat Chilișoaia; comuna Dumești                       | „Fundătura”, la 200 m S de sat, pe versantul de E al Dealului Chilișoaia                                                                        |                                                                  | Încarcă foto \| video | Raportează eroare |
| IS-I-m-B-03552.01 (RAN: 96977.01.03)              | Așezare                                                           | sat Chilișoaia; comuna Dumești                       | „Fundătura”, la 200 m S de sat, pe versantul de E al Dealului Chilișoaia                                                                        | sec. XIV - XV, Epoca medievală                                   | Încarcă foto \| video | Raportează eroare |
| IS-I-m-B-03552.02 (RAN: 96977.01.02)              | Așezare                                                           | sat Chilișoaia; comuna Dumești                       | „Fundătura”, la 200 m S de sat, pe versantul de E al Dealului Chilișoaia                                                                        | sec. VII – VIII, Epoca migrațiilor                               | Încarcă foto \| video | Raportează eroare |
| IS-I-m-B-03552.03 (RAN: 96977.01.01)              | Așezare                                                           | sat Chilișoaia; comuna Dumești                       | „Fundătura”, la 200 m S de sat, pe versantul de E al Dealului Chilișoaia                                                                        | sec. IV p.Chr, Epoca daco-romană                                 | Încarcă foto \| video | Raportează eroare |
| IS-I-s-B-03553 (RAN: 96977.02)                    | Situl arheologic de la Chilișoaia, punct „Siliștea”               | sat Chilișoaia; comuna Dumești                       | „Siliștea”, în marginea de NV a satului, până în punctul „Groapa popii” de pe teritoriul comunei Popești (sat Hărpășești)                       |                                                                  | Încarcă foto \| video | Raportează eroare |
| IS-I-m-B-03553.01 (RAN: 96977.02.05)              | Așezare                                                           | sat Chilișoaia; comuna Dumești                       | „Siliștea”, în marginea de NV a satului, până în punctul „Groapa popii” de pe teritoriul comunei Popești (sat Hărpășești)                       | sec. XIV - XV, Epoca medievală                                   | Încarcă foto \| video | Raportează eroare |
| IS-I-m-B-03553.02 (RAN: 96977.02.04)              | Așezare                                                           | sat Chilișoaia; comuna Dumești                       | „Siliștea”, în marginea de NV a satului, până în punctul „Groapa popii” de pe teritoriul comunei Popești (sat Hărpășești)                       | sec. XI - XII, Epoca medieval timpurie                           | Încarcă foto \| video | Raportează eroare |
| IS-I-m-B-03553.03 (RAN: 96977.02.03)              | Așezare                                                           | sat Chilișoaia; comuna Dumești                       | „Siliștea”, în marginea de NV a satului, până în punctul „Groapa popii” de pe teritoriul comunei Popești (sat Hărpășești)                       | sec. IX - X, Epoca medieval timpurie                             | Încarcă foto \| video | Raportează eroare |
| IS-I-m-B-03553.04 (RAN: 96977.02.02)              | Așezare                                                           | sat Chilișoaia; comuna Dumești                       | „Siliștea”, în marginea de NV a satului, până în punctul „Groapa popii” de pe teritoriul comunei Popești (sat Hărpășești)                       | sec. VII - VIII, Epoca migrațiilor                               | Încarcă foto \| video | Raportează eroare |
| IS-I-m-B-03553.05 (RAN: 96977.02.01)              | Așezare                                                           | sat Chilișoaia; comuna Dumești                       | „Siliștea”, în marginea de NV a satului, până în punctul „Groapa popii” de pe teritoriul comunei Popești (sat Hărpășești)                       | sec. IV - V, Epoca migrațiilor                                   | Încarcă foto \| video | Raportează eroare |
| IS-I-s-B-03554 (RAN: 99940.01)                    | Situl arheologic de la Chiperești, punct „Țăruș”                  | sat Chiperești; comuna Țuțora                        | „La Țăruș”, la marginea de SE a satului, în spatele Școlii Generale, la 400 m SSE de podul mare de peste Jijia                                  |                                                                  | Încarcă foto \| video | Raportează eroare |
| IS-I-m-B-03554.01 (RAN: 99940.01.05)              | Așezare                                                           | sat Chiperești; comuna Țuțora                        | „La Țăruș”, la marginea de SE a satului, în spatele Școlii Generale, la 400 m SSE de podul mare de peste Jijia                                  | sec. XVII, Epoca medievală                                       | Încarcă foto \| video | Raportează eroare |
| IS-I-m-B-03554.02 (RAN: 99940.01.04)              | Așezare                                                           | sat Chiperești; comuna Țuțora                        | „La Țăruș”, la marginea de SE a satului, în spatele Școlii Generale, la 400 m SSE de podul mare de peste Jijia                                  | sec. VIII–X, Epoca medieval timpurie, cultura Dridu              | Încarcă foto \| video | Raportează eroare |
| IS-I-m-B-03554.03 (RAN: 99940.01.03)              | Așezare                                                           | sat Chiperești; comuna Țuțora                        | „La Țăruș”, la marginea de SE a satului, în spatele Școlii Generale, la 400 m SSE de podul mare de peste Jijia                                  | Latène târziu                                                    | Încarcă foto \| video | Raportează eroare |
| IS-I-m-B-03554.04 (RAN: 99940.01.02)              | Așezare                                                           | sat Chiperești; comuna Țuțora                        | „La Țăruș”, la marginea de SE a satului, în spatele Școlii Generale, la 400 m SSE de podul mare de peste Jijia                                  | Eneolitic final, cultura Horodiștea – Erbiceni                   | Încarcă foto \| video | Raportează eroare |
| IS-I-m-B-03554.05 (RAN: 99940.01.01)              | Așezare                                                           | sat Chiperești; comuna Țuțora                        | „La Țăruș”, la marginea de SE a satului, în spatele Școlii Generale, la 400 m SSE de podul mare de peste Jijia                                  | Eneolitic, cultura Precucuteni, faza III                         | Încarcă foto \| video | Raportează eroare |
| IS-I-s-B-03555 (RAN: 96263.01)                    | Situl arheologic de la Ciurea, punct „Botul Cihanului”            | sat Ciurea; comuna Ciurea                            | „Botul Cihanului”, la 1,5 km SE de Gara CFR Ciurea și cca. 200 m E de cartierul Lunca Ciurei                                                    |                                                                  | Încarcă foto \| video | Raportează eroare |
| IS-I-m-B-03555.01 (RAN: 96263.01.04)              | Așezare                                                           | sat Ciurea; comuna Ciurea                            | „Botul Cihanului”, la 1,5 km SE de Gara CFR Ciurea și cca. 200 m E de cartierul Lunca Ciurei                                                    | sec. XVII - XVIII, Epoca medievală                               | Încarcă foto \| video | Raportează eroare |
| IS-I-m-B-03555.02 (RAN: 96263.01.03)              | Așezare                                                           | sat Ciurea; comuna Ciurea                            | „Botul Cihanului”, la 1,5 km SE de Gara CFR Ciurea și cca. 200 m E de cartierul Lunca Ciurei                                                    | sec. X – XI, Epoca medieval timpurie                             | Încarcă foto \| video | Raportează eroare |
| IS-I-m-B-03555.03 (RAN: 96263.01.02)              | Așezare                                                           | sat Ciurea; comuna Ciurea                            | „Botul Cihanului”, la 1,5 km SE de Gara CFR Ciurea și cca. 200 m E de cartierul Lunca Ciurei                                                    | sec. VI - VIII, Epoca migrațiilor                                | Încarcă foto \| video | Raportează eroare |
| IS-I-m-B-03555.04 (RAN: 96263.01.01)              | Așezare                                                           | sat Ciurea; comuna Ciurea                            | „Botul Cihanului”, la 1,5 km SE de Gara CFR Ciurea și cca. 200 m E de cartierul Lunca Ciurei                                                    | sec. III-I a. Chr.                                               | Încarcă foto \| video | Raportează eroare |
| IS-I-s-B-03556 (RAN: 97704.01)                    | Situl arheologic de la Cogeasca, punct „Moară” („Dealul Rușilor”) | sat Cogeasca; comuna Lețcani                         | „La Moară” („Dealul Rușilor”), la 1,5 km E de sat                                                                                               |                                                                  | Încarcă foto \| video | Raportează eroare |
| IS-I-m-B-03556.01 (RAN: 97704.01.08)              | Așezare                                                           | sat Cogeasca; comuna Lețcani                         | „La Moară” („Dealul Rușilor”), la 1,5 km E de sat                                                                                               | sec. XVII - XVIII, Epoca medievală                               | Încarcă foto \| video | Raportează eroare |
| IS-I-m-B-03556.02 (RAN: 97704.01.07)              | Așezare                                                           | sat Cogeasca; comuna Lețcani                         | „La Moară” („Dealul Rușilor”), la 1,5 km E de sat                                                                                               | sec. XI – XII, Epoca medieval timpurie                           | Încarcă foto \| video | Raportează eroare |
| IS-I-m-B-03556.03 (RAN: 97704.01.06)              | Așezare                                                           | sat Cogeasca; comuna Lețcani                         | „La Moară” („Dealul Rușilor”), la 1,5 km E de sat                                                                                               | sec. X – XI, Epoca medieval timpurie                             | Încarcă foto \| video | Raportează eroare |
| IS-I-m-B-03556.04 (RAN: 97704.01.05)              | Așezare                                                           | sat Cogeasca; comuna Lețcani                         | „La Moară” („Dealul Rușilor”), la 1,5 km E de sat                                                                                               | sec. V, Epoca migrațiilor                                        | Încarcă foto \| video | Raportează eroare |
| IS-I-m-B-03556.05 (RAN: 97704.01.04)              | Așezare                                                           | sat Cogeasca; comuna Lețcani                         | „La Moară” („Dealul Rușilor”), la 1,5 km E de sat                                                                                               | sec. IV p.Chr, Epoca daco-romană                                 | Încarcă foto \| video | Raportează eroare |
| IS-I-m-B-03556.06 (RAN: 97704.01.02)              | Așezare                                                           | sat Cogeasca; comuna Lețcani                         | „La Moară” („Dealul Rușilor”), la 1,5 km E de sat                                                                                               | Hallstatt                                                        | Încarcă foto \| video | Raportează eroare |
| IS-I-m-B-03556.07 (RAN: 97704.01.03)              | Așezare                                                           | sat Cogeasca; comuna Lețcani                         | „La Moară” („Dealul Rușilor”), la 1,5 km E de sat                                                                                               | Latène II                                                        | Încarcă foto \| video | Raportează eroare |
| IS-I-m-B-03556.08 (RAN: 97704.01.01)              | Așezare                                                           | sat Cogeasca; comuna Lețcani                         | „La Moară” („Dealul Rușilor”), la 1,5 km E de sat                                                                                               | Epoca bronzului târziu, cultura Noua                             | Încarcă foto \| video | Raportează eroare |
| IS-I-s-B-03557 (RAN: 96398.01)                    | Situl arheologic de la Comarna, punct „Pădurea Musteață”          | sat Comarna; comuna Comarna                          | „Pădurea Musteață”, la cca. 1,5 km VNV de sat, în dreptul cantonului silvic                                                                     |                                                                  | Încarcă foto \| video | Raportează eroare |
| IS-I-m-B-03557.01 (RAN: 96398.01.02, 96398.01.04) | Așezare                                                           | sat Comarna; comuna Comarna                          | „Pădurea Musteață”, la cca. 1,5 km VNV de sat, în dreptul cantonului silvic                                                                     | Epoca medievală                                                  | Încarcă foto \| video | Raportează eroare |
| IS-I-m-B-03557.02                                 | Așezare                                                           | sat Comarna; comuna Comarna                          | „Pădurea Musteață”, la cca. 1,5 km VNV de sat, în dreptul cantonului silvic                                                                     | sec. VIII - X, Epoca medieval timpurie                           | Încarcă foto \| video | Raportează eroare |
| IS-I-m-B-03557.03 (RAN: 96398.01.03)              | Cetate                                                            | sat Comarna; comuna Comarna                          | „Pădurea Musteață”, la cca. 1,5 km VNV de sat, în dreptul cantonului silvic                                                                     | Latène                                                           | Încarcă foto \| video | Raportează eroare |
| IS-I-m-B-03557.04 (RAN: 96398.01.01)              | Așezare                                                           | sat Comarna; comuna Comarna                          | „Pădurea Musteață”, la cca. 1,5 km VNV de sat, în dreptul cantonului silvic                                                                     | Eneolitic, cultura Cucuteni, faza B                              | Încarcă foto \| video | Raportează eroare |
| IS-I-s-B-03558 (RAN: 99986.01)                    | Situl arheologic de la Contești, „Dealul Obștei”                  | sat Conțești; comuna Valea Seacă                     | „Dealul Obștei”, la 200 m SE de sat, pe stânga drumului Lespezi - Valea Seaca                                                                   |                                                                  | Încarcă foto \| video | Raportează eroare |
| IS-I-m-B-03558.01 (RAN: 99986.01.02)              | Așezare                                                           | sat Conțești; comuna Valea Seacă                     | „Dealul Obștei”, la 200 m SE de sat, pe stânga drumului Lespezi - Valea Seaca                                                                   | sec. IV p.Chr, Epoca daco-romană                                 | Încarcă foto \| video | Raportează eroare |
| IS-I-m-B-03558.02 (RAN: 99986.01.01)              | Așezare                                                           | sat Conțești; comuna Valea Seacă                     | „Dealul Obștei”, la 200 m SE de sat, pe stânga drumului Lespezi - Valea Seaca                                                                   | sec. II – III p. Chr., Epoca romană                              | Încarcă foto \| video | Raportează eroare |
| IS-I-s-B-03559 (RAN: 99986.02)                    | Situl arheologic de la Contești, punct „Țintirim”                 | sat Conțești; comuna Valea Seacă                     | „Țintirim”, la 500 m E de sat, pe stânga pârâului Conțeasca                                                                                     |                                                                  | Încarcă foto \| video | Raportează eroare |
| IS-I-m-B-03559.01 (RAN: 99986.02.01)              | Așezare                                                           | sat Conțești; comuna Valea Seacă                     | „Țintirim”, la 500 m E de sat, pe stânga pârâului Conțeasca                                                                                     | sec. XVI - XVII, Epoca medievală                                 | Încarcă foto \| video | Raportează eroare |
| IS-I-m-B-03559.02 (RAN: 99986.02.02)              | Așezare                                                           | sat Conțești; comuna Valea Seacă                     | „Țintirim”, la 500 m E de sat, pe stânga pârâului Conțeasca                                                                                     | sec. XIV – XV, Epoca medievală                                   | Încarcă foto \| video | Raportează eroare |
| IS-I-m-B-03559.03 (RAN: 99986.02.03)              | Așezare                                                           | sat Conțești; comuna Valea Seacă                     | „Țintirim”, la 500 m E de sat, pe stânga pârâului Conțeasca                                                                                     | sec. V – VI, Epoca migrațiilor                                   | Încarcă foto \| video | Raportează eroare |
| IS-I-m-B-03559.04 (RAN: 99986.02.04)              | Așezare                                                           | sat Conțești; comuna Valea Seacă                     | „Țintirim”, la 500 m E de sat, pe stânga pârâului Conțeasca                                                                                     | sec. IV p.Chr, Epoca daco-romană                                 | Încarcă foto \| video | Raportează eroare |
| IS-I-s-B-03560 (RAN: 95541.01)                    | Situl arheologic de la Costești, punct „Cier”                     | sat Costești; comuna Costești                        | „Cier”, la 200 m de marginea de E a satului, pe Dealul Coasta Mănăstirii                                                                        | Eneolitic, Cultura, Cucuteni, Faza A                             | Încarcă foto \| video | Raportează eroare |
| IS-I-s-A-03562 (RAN: 96487.05)                    | Ruinele bisericii catolice „Sf. Maria”                            | sat Cotnari; comuna Cotnari                          | În vatra satului | sec. XV, Epoca medievală                                         | Încarcă foto \| video | Raportează eroare |
| IS-I-s-A-03563                                    | Situl arheologic „Cetatea de la Cotnari”                          | sat Cotnari; comuna Cotnari                          | „Dealul Cătălina”, la marginea de NV a satului                                                                                                  |                                                                  |                       | Raportează eroare |
| IS-I-m-A-03563.01                                 | Cetatea de la Cotnari                                             | sat Cotnari; comuna Cotnari                          | „Dealul Cătălina”, la marginea de NV a satului, la marginea de NV a satului                                                                     | sec. II - III p. Chr., Epoca romană                              | Încarcă foto \| video | Raportează eroare |
| IS-I-m-A-03563.02                                 | Cetatea de la Cotnari                                             | sat Cotnari; comuna Cotnari                          | „Dealul Cătălina”, la marginea de NV a satului, la marginea de NV a satului                                                                     | înc. sec. IV a. Chr., Hallstatt                                  | Încarcă foto \| video | Raportează eroare |
| IS-I-s-A-03564                                    | Situl arheologic de la Cotnari                                    | sat Cotnari; comuna Cotnari                          | În vatra satului, în jurul Curții Domnești | sec. XV - XVII, Epoca medievală                                  | Încarcă foto \| video | Raportează eroare |
| IS-I-s-B-03565 (RAN: 96441.02)                    | Situl arheologic de la Cotu Morii, punct „Popi”                   | sat Cotu Morii; comuna Popricani                     | „La Popi”, la 1,5 km V-SV de sat, pe stânga drumului spre satul Popricani și pe malul stâng al pârâului Ciric, flancat la E de Dealul Roznovanu |                                                                  | Încarcă foto \| video | Raportează eroare |
| IS-I-m-B-03565.01 (RAN: 96441.02.01)              | Așezare                                                           | sat Cotu Morii; comuna Popricani                     | „La Popi”, la 1,5 km V-SV de sat, pe stânga drumului spre satul Popricani și pe malul stâng al pârâului Ciric, flancat la E de Dealul Roznovanu | sec. VIII - X, Epoca medieval timpurie                           | Încarcă foto \| video | Raportează eroare |
| IS-I-m-B-03565.02 (RAN: 96441.02.02)              | Așezare                                                           | sat Cotu Morii; comuna Popricani                     | „La Popi”, la 1,5 km V-SV de sat, pe stânga drumului spre satul Popricani și pe malul stâng al pârâului Ciric, flancat la E de Dealul Roznovanu | sec. IV p.Chr, Epoca daco-romană                                 | Încarcă foto \| video | Raportează eroare |
| IS-I-m-B-03565.03 (RAN: 96441.02.03)              | Așezare                                                           | sat Cotu Morii; comuna Popricani                     | „La Popi”, la 1,5 km V-SV de sat, pe stânga drumului spre satul Popricani și pe malul stâng al pârâului Ciric, flancat la E de Dealul Roznovanu | Latène                                                           | Încarcă foto \| video | Raportează eroare |
| IS-I-m-B-03565.04 (RAN: 96441.02.04)              | Așezare                                                           | sat Cotu Morii; comuna Popricani                     | „La Popi”, la 1,5 km V-SV de sat, pe stânga drumului spre satul Popricani și pe malul stâng al pârâului Ciric, flancat la E de Dealul Roznovanu | Eneolitic, cultura Cucuteni, faza AB sau B                       | Încarcă foto \| video | Raportează eroare |
| IS-I-s-B-03566 (RAN: 96441.01)                    | Situl arheologic de la Covasna, punct „Curmătura” („În Cier”)     | sat Covasna; comuna Costuleni                        | „Curmătura” („În Cier”), la 150 m S de sat |                                                                  | Încarcă foto \| video | Raportează eroare |
| IS-I-m-B-03566.01 (RAN: 96441.01.05)              | Așezare                                                           | sat Covasna; comuna Costuleni                        | „Curmătura” („În Cier”), la 150 m S de sat | sec. XVII - XVIII, Epoca medievală                               | Încarcă foto \| video | Raportează eroare |
| IS-I-m-B-03566.02 (RAN: 96441.01.04)              | Așezare                                                           | sat Covasna; comuna Costuleni                        | „Curmătura” („În Cier”), la 150 m S de sat | sec. VIII-X, Epoca medieval timpurie, cultura Dridu              | Încarcă foto \| video | Raportează eroare |
| IS-I-m-B-03566.03 (RAN: 96441.01.03)              | Așezare                                                           | sat Covasna; comuna Costuleni                        | „Curmătura” („În Cier”), la 150 m S de sat | sec. II - III p. Chr., Epoca romană                              | Încarcă foto \| video | Raportează eroare |
| IS-I-m-B-03566.04 (RAN: 96441.01.01)              | Așezare                                                           | sat Covasna; comuna Costuleni                        | „Curmătura” („În Cier”), la 150 m S de sat | Hallstatt                                                        | Încarcă foto \| video | Raportează eroare |
| IS-I-m-B-03566.05 (RAN: 96441.01.02)              | Așezare                                                           | sat Covasna; comuna Costuleni                        | „Curmătura” („În Cier”), la 150 m S de sat | sec. IV - II a. Chr., Latène                                     | Încarcă foto \| video | Raportează eroare |
| IS-I-s-B-03567 (RAN: 95177.01)                    | Situl arheologic de la Cristești, punct „Cioate”                  | sat Cristești; comuna Cristești                      | „Cioate”, între pârâul Cioate și șos. Cristești - Homița, în dreptul fostului sat Herești, lângă tunelul CF                                     |                                                                  | Încarcă foto \| video | Raportează eroare |
| IS-I-m-B-03567.01 (RAN: 95177.01.02)              | Așezare                                                           | sat Cristești; comuna Cristești                      | „Cioate”, între pârâul Cioate și șos. Cristești - Homița, în dreptul fostului sat Herești, lângă tunelul CF                                     | sec. XIV - XV, Epoca medievală                                   | Încarcă foto \| video | Raportează eroare |
| IS-I-m-B-03567.02 (RAN: 95177.01.01)              | Așezare                                                           | sat Cristești; comuna Cristești                      | „Cioate”, între pârâul Cioate și șos. Cristești - Homița, în dreptul fostului sat Herești, lângă tunelul CF                                     | sec. IV - II a. Chr., Latène, cultura geto-dacică                | Încarcă foto \| video | Raportează eroare |
| IS-I-s-B-03561 (RAN: 95541.02)                    | Situl arheologic de la Crivești                                   | sat Crivești; comuna Strunga                         | „pietrăria din Valea Hainei”, la 1,5 km SE de sat, pe pantele E ale Dealului Pietrăriei                                                         |                                                                  | Încarcă foto \| video | Raportează eroare |
| IS-I-m-B-03561.01 (RAN: 95541.02.04)              | Așezare                                                           | sat Crivești; comuna Strunga                         | „pietrăria din Valea Hainei”, la 1,5 km SE de sat, pe pantele E ale Dealului Pietrăriei                                                         | Epoca romană                                                     | Încarcă foto \| video | Raportează eroare |
| IS-I-m-B-03561.02 (RAN: 95541.02.03)              | Așezare                                                           | sat Crivești; comuna Strunga                         | „pietrăria din Valea Hainei”, la 1,5 km SE de sat, pe pantele E ale Dealului Pietrăriei                                                         | sec. II-III p.Chr, Epoca romană                                  | Încarcă foto \| video | Raportează eroare |
| IS-I-m-B-03561.03 (RAN: 95541.02.02)              | Așezare                                                           | sat Crivești; comuna Strunga                         | „pietrăria din Valea Hainei”, la 1,5 km SE de sat, pe pantele E ale Dealului Pietrăriei                                                         | Epoca bronzului târziu, cultura Noua                             | Încarcă foto \| video | Raportează eroare |
| IS-I-m-B-03561.05                                 | Așezare                                                           | sat Crivești; comuna Strunga                         | „pietrăria din Valea Hainei”, la 1,5 km SE de sat, pe pantele E ale Dealului Pietrăriei                                                         | Neolitic timpuriu, cultura Starcevo-Criș                         | Încarcă foto \| video | Raportează eroare |
| IS-I-m-B-03561.04 (RAN: 95541.02.01)              | Așezare                                                           | sat Crivești; comuna Strunga                         | „pietrăria din Valea Hainei”, la 1,5 km SE de sat, pe pantele E ale Dealului Pietrăriei                                                         | Eneolitic, cultura Cucuteni, faza A                              | Încarcă foto \| video | Raportează eroare |
| IS-I-s-B-03568 (RAN: 99236.01)                    | Așezarea fortificată de la Crivești                               | sat Crivești; comuna Strunga                         | „la Cetate”, la marginea de SV a satului (cca. 200 m), pe un picior al podișului Dealul Cetății 47.3033°N 26.7738°E                             | Latène, cultura geto-dacică                                      | Încarcă foto \| video | Raportează eroare |
| IS-I-s-B-03569 (RAN: 99236.02)                    | Situl arheologic de la Crivești, punct „Hârtop”                   | sat Crivești; comuna Strunga (fosta comună Vânători) | „La Hârtop” (spre Budăi), la 300 m V de sat, pe dreapta drumului spre satul Movileni, com. Heleșteni                                            |                                                                  | Încarcă foto \| video | Raportează eroare |
| IS-I-m-B-03569.01 (RAN: 99236.02.10)              | Așezare                                                           | sat Crivești; comuna Strunga (fosta comună Vânători) | „La Hârtop” (spre Budăi), la 300 m V de sat, pe dreapta drumului spre satul Movileni, com. Heleșteni                                            | sec. X, Epoca medieval timpurie, cultura Dridu                   | Încarcă foto \| video | Raportează eroare |
| IS-I-m-B-03569.02 (RAN: 99236.02.09)              | Așezare                                                           | sat Crivești; comuna Strunga (fosta comună Vânători) | „La Hârtop” (spre Budăi), la 300 m V de sat, pe dreapta drumului spre satul Movileni, com. Heleșteni                                            | sec. VI – VII, Epoca migrațiilor                                 | Încarcă foto \| video | Raportează eroare |
| IS-I-m-B-03569.03 (RAN: 99236.02.08)              | Așezare                                                           | sat Crivești; comuna Strunga (fosta comună Vânători) | „La Hârtop” (spre Budăi), la 300 m V de sat, pe dreapta drumului spre satul Movileni, com. Heleșteni                                            | sec. IV p.Chr, Epoca daco-romană                                 | Încarcă foto \| video | Raportează eroare |
| IS-I-m-B-03569.04 (RAN: 99236.02.07)              | Așezare                                                           | sat Crivești; comuna Strunga (fosta comună Vânători) | „La Hârtop” (spre Budăi), la 300 m V de sat, pe dreapta drumului spre satul Movileni, com. Heleșteni                                            | sec. II – III p. Chr., Epoca romană                              | Încarcă foto \| video | Raportează eroare |
| IS-I-m-B-03569.05 (RAN: 99236.02.06)              | Așezare                                                           | sat Crivești; comuna Strunga (fosta comună Vânători) | „La Hârtop” (spre Budăi), la 300 m V de sat, pe dreapta drumului spre satul Movileni, com. Heleșteni                                            | Epoca bronzului târziu, cultura Noua                             | Încarcă foto \| video | Raportează eroare |
| IS-I-m-B-03569.06 (RAN: 99236.02.05)              | Așezare                                                           | sat Crivești; comuna Strunga (fosta comună Vânători) | „La Hârtop” (spre Budăi), la 300 m V de sat, pe dreapta drumului spre satul Movileni, com. Heleșteni                                            | Eneolitic final, cultura Horodiștea – Erbiceni                   | Încarcă foto \| video | Raportează eroare |
| IS-I-m-B-03569.07 (RAN: 99236.02.02)              | Așezare                                                           | sat Crivești; comuna Strunga (fosta comună Vânători) | „La Hârtop” (spre Budăi), la 300 m V de sat, pe dreapta drumului spre satul Movileni, com. Heleșteni                                            | Eneolitic, cultura Cucuteni, faza A                              | Încarcă foto \| video | Raportează eroare |
| IS-I-m-B-03569.08 (RAN: 99236.02.01)              | Așezare                                                           | sat Crivești; comuna Strunga (fosta comună Vânători) | „La Hârtop” (spre Budăi), la 300 m V de sat, pe dreapta drumului spre satul Movileni, com. Heleșteni                                            | Paleolitic mijlociu                                              | Încarcă foto \| video | Raportează eroare |
| IS-I-m-B-03569.09 (RAN: 99236.02.03)              | Așezare                                                           | sat Crivești; comuna Strunga (fosta comună Vânători) | „La Hârtop” (spre Budăi), la 300 m V de sat, pe dreapta drumului spre satul Movileni, com. Heleșteni                                            | Eneolitic, cultura Cucuteni, faza AB                             | Încarcă foto \| video | Raportează eroare |
| IS-I-m-B-03569.10 (RAN: 99236.02.04)              | Așezare                                                           | sat Crivești; comuna Strunga (fosta comună Vânători) | „La Hârtop” (spre Budăi), la 300 m V de sat, pe dreapta drumului spre satul Movileni, com. Heleșteni                                            | Eneolitic, cultura Cucuteni, faza B                              | Încarcă foto \| video | Raportează eroare |
| IS-I-s-B-03570 (RAN: 99236.03)                    | Situl arheologic de la Crivești, punct „Râpa de la Șipot”         | sat Crivești; comuna Strunga (fosta comună Vânători) | „Râpa de la Șipot”, la marginea de N a satului, pe platoul din dreptul bisericii și Curților Buhușoaiei                                         |                                                                  | Încarcă foto \| video | Raportează eroare |
| IS-I-m-B-03570.01 (RAN: 99236.03.03)              | Biserică                                                          | sat Crivești; comuna Strunga (fosta comună Vânători) | „Râpa de la Șipot”, la marginea de N a satului, pe platoul din dreptul bisericii și Curților Buhușoaiei                                         | sec. XVII                                                        | Încarcă foto \| video | Raportează eroare |
| IS-I-m-B-03570.02 (RAN: 99236.03.06)              | Cimitir                                                           | sat Crivești; comuna Strunga (fosta comună Vânători) | „Râpa de la Șipot”, la marginea de N a satului, pe platoul din dreptul bisericii și Curților Buhușoaiei                                         | sec. XVII                                                        | Încarcă foto \| video | Raportează eroare |
| IS-I-m-B-03570.03 (RAN: 99236.03.05)              | Așezare                                                           | sat Crivești; comuna Strunga (fosta comună Vânători) | „Râpa de la Șipot”, la marginea de N a satului, pe platoul din dreptul bisericii și Curților Buhușoaiei                                         | sec. IV p.Chr, Epoca daco-romană                                 | Încarcă foto \| video | Raportează eroare |
| IS-I-m-B-03570.04 (RAN: 99236.03.04)              | Așezare                                                           | sat Crivești; comuna Strunga (fosta comună Vânători) | „Râpa de la Șipot”, la marginea de N a satului, pe platoul din dreptul bisericii și Curților Buhușoaiei                                         | Latène                                                           | Încarcă foto \| video | Raportează eroare |
| IS-I-m-B-03570.05                                 | Așezare                                                           | sat Crivești; comuna Strunga (fosta comună Vânători) | „Râpa de la Șipot”, la marginea de N a satului, pe platoul din dreptul bisericii și Curților Buhușoaiei                                         | Neolitic târziu, cultura ceramicii liniare                       | Încarcă foto \| video | Raportează eroare |
| IS-I-m-B-03570.06 (RAN: 99236.03.01)              | Așezare                                                           | sat Crivești; comuna Strunga (fosta comună Vânători) | „Râpa de la Șipot”, la marginea de N a satului, pe platoul din dreptul bisericii și Curților Buhușoaiei                                         | Neolitic, cultura Starčevo-Criș                                  | Încarcă foto \| video | Raportează eroare |
| IS-I-s-B-03571 (RAN: 99236.04)                    | Situl arheologic de la Crivești, punct „Fundu”                    | sat Crivești; comuna Strunga (fosta comună Vânători) | „Fundu”, la 800 m NE de sat, la limita cu com. Todirești, pe platoul „Piciorul corbului”                                                        | sec. II - I a. Chr., Latène, cultura geto-dacică                 | Încarcă foto \| video | Raportează eroare |
| IS-I-s-B-03572 (RAN: 99236.05)                    | Situl arheologic de la Crivești, punct „Vatra Satului”            | sat Crivești; comuna Strunga (fosta comună Vânători) | „Vatra satului”, la marginea de NV, la 400 m de Școala Generală                                                                                 |                                                                  | Încarcă foto \| video | Raportează eroare |
| IS-I-m-B-03572.01 (RAN: 99236.05.01)              | Ruine biserică                                                    | sat Crivești; comuna Strunga (fosta comună Vânători) | „Vatra satului”, la marginea de NV, la 400 m de Școala Generală                                                                                 | Epoca medievală                                                  | Încarcă foto \| video | Raportează eroare |
| IS-I-m-B-03572.02 (RAN: 99236.05.02)              | Necropolă                                                         | sat Crivești; comuna Strunga (fosta comună Vânători) | „Vatra satului”, la marginea de NV, la 400 m de Școala Generală                                                                                 | Epoca medievală                                                  | Încarcă foto \| video | Raportează eroare |
| IS-I-s-A-03573 (RAN: 96673.01)                    | Movilele de la Cucuteni, punct „Dealul Gosan”                     | sat Cucuteni; comuna Cucuteni                        | „Dealul Gosan” - Pietrărie, la 2-300 m NNV de sat                                                                                               | sec. IV a. Chr., Latène timpuriu                                 |                       | Raportează eroare |
| IS-I-s-B-03574 (RAN: 98541.01)                    | Situl arheologic de la Cuza Vodă, punct „Valea Șipoțelului”       | sat Cuza Vodă; comuna Popricani                      | Dealul Crângului „Valea Șipoțelului”, la 1 km V de sat și 1 km N de Pădurea Cârlig, în jurul izvoarelor de la baza pantei                       |                                                                  | Încarcă foto \| video | Raportează eroare |
| IS-I-m-B-03574.01 (RAN: 98541.01.05)              | Așezare                                                           | sat Cuza Vodă; comuna Popricani                      | Dealul Crângului „Valea Șipoțelului”, la 1 km V de sat și 1 km N de Pădurea Cârlig, în jurul izvoarelor de la baza pantei                       | sec. XVIII                                                       | Încarcă foto \| video | Raportează eroare |
| IS-I-m-B-03574.02 (RAN: 98541.01.04)              | Așezare                                                           | sat Cuza Vodă; comuna Popricani                      | Dealul Crângului „Valea Șipoțelului”, la 1 km V de sat și 1 km N de Pădurea Cârlig, în jurul izvoarelor de la baza pantei                       | sec. XIII – XIV, Epoca medievală                                 | Încarcă foto \| video | Raportează eroare |
| IS-I-m-B-03574.03 (RAN: 98541.01.03)              | Așezare                                                           | sat Cuza Vodă; comuna Popricani                      | Dealul Crângului „Valea Șipoțelului”, la 1 km V de sat și 1 km N de Pădurea Cârlig, în jurul izvoarelor de la baza pantei                       | sec. X – XI, Epoca medieval timpurie                             | Încarcă foto \| video | Raportează eroare |
| IS-I-m-B-03574.04 (RAN: 98541.01.02)              | Așezare                                                           | sat Cuza Vodă; comuna Popricani                      | Dealul Crângului „Valea Șipoțelului”, la 1 km V de sat și 1 km N de Pădurea Cârlig, în jurul izvoarelor de la baza pantei                       | sec. IV p. Chr. și VI – IX, Epoca migrațiilor                    | Încarcă foto \| video | Raportează eroare |
| IS-I-m-B-03574.05 (RAN: 98541.01.01)              | Așezare                                                           | sat Cuza Vodă; comuna Popricani                      | Dealul Crângului „Valea Șipoțelului”, la 1 km V de sat și 1 km N de Pădurea Cârlig, în jurul izvoarelor de la baza pantei                       | Latène                                                           | Încarcă foto \| video | Raportează eroare |
| IS-II-m-B-04117 (RAN: 96511.01)                   | Pod de piatră                                                     | sat Cârjoaia; comuna Cotnari                         | 47.33576°N 26.91877°E | sec. XV                                                          | Alte imagini          | Raportează eroare |
| IS-II-m-B-04118 (RAN: 99897.05)                   | Biserica „Sf. Haralambie”                                         | sat Cârniceni; comuna Țigănași                       | | 1792                                                             |                       | Raportează eroare |
| IS-II-m-B-04114 (RAN: 96165.02)                   | Hanul Cantacuzino - Pașcanu (ruine)                               | sat Ceplenița; comuna Ceplenița                      | | înc. sec. XIX                                                    | Încarcă foto \| video | Raportează eroare |
| IS-II-m-B-04119                                   | Ansamblul conacului Cantacuzino - Pașcanu                         | sat Ceplenița; comuna Ceplenița                      | 47.37615°N 26.95851°E | 1835-1836                                                        | Alte imagini          | Raportează eroare |
| IS-II-m-B-04119.01                                | Biserica „Sf. Voievozi”                                           | sat Ceplenița; comuna Ceplenița                      | | 1802                                                             | Alte imagini          | Raportează eroare |
| IS-II-m-B-04119.02                                | Turn clopotniță                                                   | sat Ceplenița; comuna Ceplenița                      | | înc. sec. XIX                                                    | Încarcă foto \| video | Raportează eroare |
| IS-II-m-B-04119.03                                | Zid de incintă                                                    | sat Ceplenița; comuna Ceplenița                      | | înc. sec. XIX                                                    | Încarcă foto \| video | Raportează eroare |
| IS-II-m-B-04120 (RAN: 96156.01)                   | Pod de piatră                                                     | sat Ceplenița; comuna Ceplenița                      | | sec. XV                                                          | Încarcă foto \| video | Raportează eroare |
| IS-II-m-B-04121 (RAN: 97125.01)                   | Biserica „Sf. Nicolae”                                            | sat Cilibiu; comuna Golăiești                        | | sec. XVIII                                                       | Alte imagini          | Raportează eroare |
| IS-II-m-B-04122                                   | Conac                                                             | sat Ciocârlești; comuna Scânteia                     | 46.93505°N 27.54931°E | sf. sec. XIX                                                     | Încarcă foto \| video | Raportează eroare |
| IS-II-m-B-04123                                   | Biserica de lemn „Sf. Nicolae”                                    | sat Ciurbești; comuna Miroslava                      | | 1806                                                             |                       | Raportează eroare |
| IS-II-m-B-04124 (RAN: 97955.01)                   | Biserica „Sf. Voievozi”                                           | sat Ciurbești; comuna Miroslava                      | | 1769                                                             | Încarcă foto \| video | Raportează eroare |
| IS-II-m-B-04125                                   | Gară                                                              | sat Ciurea; comuna Ciurea                            | | 1893                                                             | Încarcă foto \| video | Raportează eroare |
| IS-II-m-B-04126                                   | Fabrica de cărămidă                                               | sat Ciurea; comuna Ciurea                            | | 1891                                                             |                       | Raportează eroare |
| IS-II-m-B-04127                                   | Biserica „Nașterea Sf. Ioan”                                      | sat Cogeasca; comuna Lețcani                         | | 1848                                                             |                       | Raportează eroare |
| IS-II-m-B-04128 (RAN: 97704.02)                   | Biserica „Sf. Spiridon”                                           | sat Cogeasca; comuna Lețcani                         | | sec. XVIII                                                       |                       | Raportează eroare |
| IS-II-m-B-04129                                   | Biserica „Sf. Voievozi”                                           | sat Comarna; comuna Comarna                          | | 1804                                                             |                       | Raportează eroare |
| IS-II-m-B-04130                                   | Biserica „Sf. Nicolae” și „Sf. Voievozi”                          | sat Cornești; comuna Miroslava                       | 47.11011°N 27.50491°E | 1833                                                             |                       | Raportează eroare |
| IS-II-m-B-04131                                   | Casa Anghel                                                       | sat Cornești; comuna Miroslava                       | 47.10994°N 27.50403°E | sec. XIX                                                         | Alte imagini          | Raportează eroare |
| IS-II-m-B-04132                                   | Biserica „Tăierea Capului Sf. Ioan Botezătorul”                   | sat Coropceni; comuna Ciortești                      | | 1809                                                             |                       | Raportează eroare |
| IS-II-m-B-04133 (RAN: 95541.03)                   | Biserica de lemn „Sf. Voievozi”                                   | sat Costești; comuna Costești                        | | 1777                                                             | Alte imagini          | Raportează eroare |
| IS-II-m-B-04134                                   | Biserica „Sf. Nicolae”                                            | sat Costuleni; comuna Costuleni                      | | 1858                                                             |                       | Raportează eroare |
| IS-II-a-A-04135 (RAN: 96487.06)                   | Ansamblul medieval „Curtea Domnească”                             | sat Cotnari; comuna Cotnari                          | | sec. XV                                                          | Încarcă foto \| video | Raportează eroare |
| IS-II-m-A-04135.01                                | Biserica „Cuvioasa Paraschiva”                                    | sat Cotnari; comuna Cotnari                          | | 1493                                                             | Alte imagini          | Raportează eroare |
| IS-II-m-A-04135.02                                | Palatul Domnesc - ruine                                           | sat Cotnari; comuna Cotnari                          | | sf. sec. XV                                                      | Încarcă foto \| video | Raportează eroare |
| IS-II-m-A-04136 (RAN: 96487.01)                   | Biserica catolică (ruine)                                         | sat Cotnari; comuna Cotnari                          | | sec. XV                                                          |                       | Raportează eroare |
| IS-II-m-B-04137 (RAN: 96441)                      | Biserica de lemn „Sf. Nicolae”                                    | sat Covasna; comuna Costuleni                        | | 1739                                                             | Încarcă foto \| video | Raportează eroare |
| IS-II-m-B-04138                                   | Biserica „Sf. Voievozi”                                           | sat Cozmești; comuna Cozmești                        | | 1909                                                             |                       | Raportează eroare |
| IS-II-a-A-04112 (RAN: 96646.01)                   | Biserica „Sf. Voievozi”                                           | sat Cristești; comuna Cristești                      | | 1657                                                             | Încarcă foto \| video | Raportează eroare |
| IS-II-m-B-04139 (RAN: 97713.01)                   | Biserica „Schimbarea la Față”                                     | sat Cucuteni; comuna Lețcani                         | | 1777                                                             | Alte imagini          | Raportează eroare |
| IS-II-m-B-04140                                   | Biserica „Sf. Voievozi”                                           | sat Cucuteni; comuna Cucuteni                        | | 1804                                                             | Încarcă foto \| video | Raportează eroare |
| IS-II-m-B-04141 (RAN: 96673.03)                   | Casele familiei Cantacuzino                                       | sat Cucuteni; comuna Cucuteni                        | 47.15115°N 27.42093°E | sec. XVII - XVIII                                                | Încarcă foto \| video | Raportează eroare |
| IS-II-m-A-04142 (RAN: 96673.02)                   | Biserica „Sf. Arhangheli”                                         | sat Cucuteni; comuna Lețcani                         | | 1622                                                             | Încarcă foto \| video | Raportează eroare |
| IS-II-m-B-04143                                   | Hanul Șanta (moară)                                               | sat Curături; comuna Ciurea                          | | sf. sec. XIX                                                     | Încarcă foto \| video | Raportează eroare |